# Bruna Takahashi
Pour les articles homonymes, voir Takahashi.
Bruna Takahashi est une pongiste brésilienne née le 19 juillet 2000 à São Paulo/São Bernardo do Campo
Elle a représenté le Brésil aux Jeux olympiques d'été à deux reprises depuis 2016. Elle est l'une des meilleures joueuses d'Amérique au classement mondial ITTF, après la Portoricaine Adriana Díaz. Sa sœur Giulia Takahashi joue également au tennis de table. Au 22 avril 2025, elle est classée 16e mondiale au classement ITTF.

## Biographie
Bruna Takahashi est née à São Bernardo do Campo dans l'état de São Paulo au Brésil, d'un père japonais.
Elle commence à huit ans le tennis de table dans le club d'Acrepa (club japonais de São Paulo). Elle est entrainée par Monica Doti (en) qui a représenté le Brésil au tennis de table lors des Jeux olympiques de 1992 et de 1996.

### 2013-2016
En octobre 2013, elle remporte le titre de Championnat latino-américain des moins de 13 ans en simple.
Le 1er novembre 2015, elle est devenue championne du monde cadets en remportant le titre du World Challenge dans la catégorie cadets, à Charm El-Cheikh, en Égypte.
Bruna Takahashi a remporté le bronze en simple et l'or par équipe aux Championnats latino-américains de tennis de table 2016.

### Jeux olympiques d'été de 2016
À 15 ans, Takahashi était le plus jeune athlète de l'équipe brésilienne aux Jeux olympiques de 2016 à Rio de Janeiro. Dans le cadre de l'Équipe brésilienne, son seul match était contre l'actuelle championne olympique, la Chinoise Li Xiaoxia,.

### 2017-2020
Elle a participé pour la première fois aux Championnats du monde de tennis de table en 2017, en simple et en double.
Aux Championnats panaméricains de tennis de table 2017, elle a obtenu quatre médailles : le bronze en simple et en double, et l'or en double mixte et par équipe.
En mars 2018, elle a remporté son plus grand titre individuel en devenant championne des Championnats Latino-américains de tennis de table.
Aux Jeux olympiques de la jeunesse de 2018, à Buenos Aires, elle a atteint les quarts de finale du tournoi individuel, s'inclinant seulement face à la Chinoise Sun Yingsha, qui a remporté la médaille d'or. Ainsi, Takahashi termine à la cinquième place.
Fin 2018, elle atteint les demi-finales des Championnats panaméricains de tennis de table 2018, où elle est éliminée par Adriana Díaz, obtenant le bronze en simple. Elle a également remporté l'or dans l'épreuve par équipe.
Aux Jeux panaméricains de 2019 à Lima, Takahashi était tête de série n°5 en simple féminin. Elle a remporté quatre médailles aux Jeux panaméricains de 2019 : le bronze en simple et en double, et l'argent en double mixte et par équipe,.

### Jeux olympiques d'été de 2020
En 2021, à Tokyo au Japon, Bruna Takahashi participe à ses deuxièmes Jeux olympiques. Elle est éliminée en simple dames dès le second tour par la Française Jia Nan Yuan.
Elle est ensuite éliminée au premier tour par l'équipe de Hong Kong lors du tournoi de tennis de table par équipes.

### 2021-2024
En mai 2022, Takahashi est entrée dans le top 20 du classement mondial ITTF en simple féminin, faisant d'elle la première Brésilienne à réaliser cet exploit.
En juillet 2022, elle atteint les quarts de finale du WTT Star Contender à Budapest, étant la seule non-asiatique à atteindre les quarts de finale du tournoi.
Bruna Takahashi a été deux fois finaliste aux Championnats panaméricains de tennis de table en simple, en 2021 et 2023.
Elle a remporté la médaille de bronze à trois reprises au WTT Contender à Lima 2022, Tunis 2023 et Rio de Janeiro 2023, atteignant les demi-finales des tournois. En Tunisie, elle a été la seule non-asiatique à atteindre la demi-finale,.
Aux Jeux panaméricains de 2023, Takahashi a atteint la finale, et contre sa plus grande rivale des Amériques, la Portoricaine Adriana Díaz, elle a ouvert 3 sets à 2, mais a fini par remporter l'argent sur le score de 3 à 4. Elle a également obtenu l'argent en double, double mixte et une médaille de bronze par équipe,,,,.
Elle a atteint les huitièmes de finale des champions WTT du Xinxiang 2023 et d'Incheon 2024,.
En janvier 2024, Takahashi obtient l’un de ses plus beaux titres individuels en remportant la Coupe panaméricaine. Ce faisant, il a également assuré une place à la Coupe du monde de tennis de table, organisée à Macao, en Chine, en avril.
Aux Championnats du monde de tennis de table par équipes 2024, l'équipe brésilienne a atteint pour la première fois les huitièmes de finale du tournoi. Face à la Corée du Sud, Takahashi a battu Shin Yu-bin, le numéro 8 mondial, par 3 sets à 2, obtenant l'une de ses plus grandes victoires de sa carrière.
Lors de la Coupe du monde de tennis de table 2024, organisée à Macao, en Chine, Takahashi a été appelé à affronter Joo Cheonhui (n°17 mondial) et Sarah Hanffou (n°86 mondiale) dans le groupe 15. Takahashi a battu Sarah Hanffou par 3 sets à 1 et a concouru pour se qualifier pour les huitièmes de finale avec Joo Cheonhui, où elle devait gagner pour accéder à l'étape. La Coréenne a réussi à imposer son jeu et s'est imposée par 2 sets à 0, se qualifiant ainsi pour les huitièmes de finale. Takahashi a néanmoins égalisé à 2-2, étant éliminée en phase de groupes, pour sa première participation à la Coupe du Monde.
Lors du WTT Contender 2024 à Rio de Janeiro, elle a réussi à répéter son résultat de 2023, atteignant pour la 4e fois les demi-finales d'un tournoi de cette envergure. Elle a également atteint les demi-finales du double, avec sa sœur Giulia Takahashi.

### Jeux olympiques d'été de 2024
Aux Jeux olympiques d'été de 2024, elle et Vitor Ishiy ont été éliminés dès leur premier match en double mixte par 4 sets à 2. En simple, elle a remporté son premier match aux Jeux olympiques, mais a été éliminée au deuxième tour par Lily Zhang par 4 sets à 2,.

### 2024-2028
Lors du China Grand Smash 2024 à Pékin, Takahashi est devenu le premier Brésilien à atteindre les huitièmes de finale de ce type de tournoi,.
Au 2024 Championnats panaméricains de tennis de table, elle a été finaliste en simple et en double mixte,.
Lors de la Coupe du monde de tennis de table 2025, organisée à Macao, en Chine, elle a remporté deux matchs en phase de groupes, atteignant les huitièmes de finale pour la première fois de sa carrière. Elle y affrontait la Roumaine Bernadette Szőcs, 14e mondiale. Takahashi a remporté le match 4 sets à 0, devenant ainsi la première Brésilienne à atteindre les quarts de finale de la Coupe du monde, où elle a affronté la numéro 4 mondiale Chen Xingtong de Chine, perdant 4 sets à 1, dans un match serré (8-11, 11-6, 11-13, 7-11, 7-11). Takahashi était la seule non-Asiatique à atteindre les quarts de finale de ce tournoi,,.
Peu après la Coupe du Monde, Takahashi a atteint la 16e place mondiale, son meilleur classement en carrière, devenant ainsi la meilleure joueuse de tennis de table des Amériques à l'époque,.
Aux Championnats du monde de tennis de table 2025, en simple, elle remporte trois jeux et devient la première Brésilienne de l'histoire à atteindre les huitièmes de finale du Championnat du monde. Elle y affrontera la Chinoise Chen Xingtong, réitérant ainsi la confrontation du mois précédent à la Coupe du monde. Takahashi a remporté le premier set et, comme lors du jeu précédent contre la Chinoise, elle a offert une grande résistance, mais a été éliminée à nouveau par 4 à 1, maintenant avec des scores partiels de 12-10, 7-11, 8-11, 7-11, 8-11. Elle et Calderano ont également participé au double mixte, où elles ont été éliminées au 2e tour par la paire numéro 1 mondiale.
Au WTT Star Contender de Ljubljana, jouant en double mixte aux côtés de Calderano, elles ont battu le duo numéro 3 mondial, Chun Ting Wong et Hoi Kem Doo, originaires de Hong Kong, puis le duo allemand Verdonschot/Schreiner et le duo hongkongais Ng/Yiu pour atteindre la finale du tournoi. Elles y ont affronté le duo sud-coréen numéro 5 mondial et tête de série numéro 1 du tournoi, composé de Lim Jong-hoon et Shin Yu-bin. Le duo brésilien s'est incliné 3 sets à 0, terminant ainsi à la 2e place et raflant la médaille d'argent. En simple, elle a été éliminée en huitièmes de finale par l'ancienne numéro 1 mondiale Zhu Yuling sur le score de 3 sets à 1, après avoir battu la Chinoise Fan Shuhan au deuxième tour par 3 sets à 0,,,,.
Lors du WTT Contender de Buenos Aires, elle n'a pas été brillante en simple, s'inclinant 3-2 pour ses débuts. Cependant, en double mixte, elle a atteint la finale d'un WTT Contender pour la première fois de sa carrière et a remporté son premier titre aux côtés d'Hugo Calderano,.

## Meilleurs résultats par type de tournoi

### Simple
Au 22 avril 2025, elle est classée 16e mondiale au classement ITTF.
- Championnats latino-américains de tennis de table : Champion (2018)[10]
- Championnats panaméricains de tennis de table : Finaliste (2019, 2021, 2023)[18]
- Jeux panaméricains : Finaliste (2023)[21]
- WTT Contender : Médaille de bronze (Lima 2022, Tunis 2023, Rio 2023, Rio 2024)[20],[32]
- WTT Star Contender : Quarts de finale (Budapest 2022)[17]
- WTT Champions : Huitièmes de finale (Xinxiang 2023, Incheon 2024)[26],[27]
- Grand Smash: Huitièmes de finale (Pékin 2024)[55]
- Coupe du monde de tennis de table : Quarts de finale (Macao 2025)[56]
- Championnats du monde de tennis de table : Huitièmes de finale (Doha 2025)[45]
- Jeux olympiques : Deuxième tour (Paris 2024)[57]

### Double
- Championnats panaméricains de tennis de table : Médaille de bronze (2017, 2023)[58],[18]
- Jeux panaméricains : Finaliste (2023)[59]
- WTT Contender : Médaille de bronze (Rio 2024)[33]
- Championnats du monde de tennis de table : Deuxième tour (Budapest 2019, Durban 2023)[60],[61]

### Double mixte
Jouant avec Hugo Calderano, il a atteint le numéro 10 mondial dans cette modalité en 2025.
- Championnats panaméricains de tennis de table : Champion (2017, 2021, 2022)[63]
- Jeux panaméricains : Finaliste (2019, 2023)[64]
- WTT Contender : Champion (Buenos Aires 2025)[54]
- WTT Star Contender : Finaliste (Ljubljana 2025)[65]
- Grand Smash : Quarts de finale (Malmö 2025) [66]
- Championnats du monde de tennis de table : Deuxième tour (Durban 2023)[67]

### Équipe
L’équipe brésilienne était la 10e meilleure au monde en mars 2024, lorsqu’elle est entrée pour la première fois dans le top 10 du classement mondial,.
- Championnats panaméricains de tennis de table : Champion (2017, 2018, 2021, 2022)[70]
- Jeux panaméricains : Finaliste (2019)[71]
- Championnats du monde de tennis de table : Huitièmes de finale (Busan 2024)[29]
- Jeux olympiques : Huitièmes de finale (Rio 2016, Tokyo 2020)[72]

## Palmarès

### Jeux panaméricains
- Lima 2019

- Médaillé d'argent en doubles mixtes[73]
- Médaillé d'argent par équipes
- Médaillé de bronze en individuel
- Médaillé de bronze en double dames

### Championnats panaméricains
- Santiago 2022[74]

- Médaillé d'or par équipes
- Médaillé d'or en double mixte
- Médaillé d'argent en double dames

- Lima 2021[75]

- Médaillé d'or par équipes
- Médaillé d'or en double mixte
- Médaillé d'argent en individuel

- Asucion 2019[76]

- Médaillé d'argent par équipes
- Médaillé d'argent en individuel

- Santiago 2018[77]

- Médaillé d'or par équipes
- Médaillé de bronze en individuel

- Carthagène 2017[78]

- Médaillé d'or par équipes
- Médaillé d'or en double mixte
- Médaillé de bronze en individuel
- Médaillé de bronze en double dames